# Grünau (Gemeinde Windigsteig)
Grünau ist eine Ortschaft und eine Katastralgemeinde der Marktgemeinde Windigsteig im Bezirk Waidhofen an der Thaya im niederösterreichischen Waldviertel mit 28 Einwohnern (Stand 1. Jänner 2024).

## Geografie
Das Dorf liegt im Nordwesten von Windigsteig nahe der Zwettler Straße, von der die Landesstraße L8116 zum Ort führt. Das Dorf umfasst das Schloss Grünau sowie einige Gehöfte längs der Straße. Am 1. April 2020 zählte die Ortschaft 17 Adressen.

## Geschichte
Im Jahr 1311 wurde der Ort als Grunnaw desolate urkundlich erwähnt, was „zerstörtes Grünau“ bedeutet. Der Edelsitz wurde oftmals als Lehen vergeben und wurde im Jahr 1759 von der Pfarre Vitis abgetrennt und nach Windigsteig eingepfarrt.
Im Jahr 1822 wurde der Ort als Dorf mit zwölf Häusern genannt, das nach Windigsteig eingepfarrt war und die Kinder im Ort eingeschult wurden. Die Herrschaft Grünau besaß die Ortsobrigkeit, besorgte die Konskription und hatte die Grundherrschaft inne. Die Landgerichtsbarkeit wurde von der Herrschaft Schwarzenau ausgeübt.
Laut Adressbuch von Österreich waren im Jahr 1938 in Grünau ein Schuster und ein Gutsbetrieb ansässig. Bis zur Eingemeindung nach Windigsteig war der Ort ein Teil der damaligen Gemeinde Nonndorf bei Grünau, deren andere Teil Nonndorf in die damalige Gemeinde Kainraths eingemeindet wurde.

## Sehenswürdigkeiten
- Schloss Grünau, Denkmalschutz (Listeneintrag)